# Террал (Оклахома)
Террал (англ. Terral) — місто (англ. town) в США, в окрузі Джефферсон штату Оклахома. Населення — 280 осіб (2020).

## Географія
Террал розташований за координатами 33°53′48″ пн. ш. 97°56′18″ зх. д. / 33.89667° пн. ш. 97.93833° зх. д. (33.896637, -97.938233).  За даними Бюро перепису населення США в 2010 році місто мало площу 1,10 км², уся площа — суходіл.

## Демографія
Згідно з переписом 2010 року, у місті мешкали 382 особи в 164 домогосподарствах у складі 101 родини. Густота населення становила 346 осіб/км².  Було 231 помешкання (209/км²).
Расовий склад населення:
| - 83,5 % — білих - 3,1 % — корінних американців - 0,3 % — азіатів - 9,7 % — осіб інших рас |

До двох чи більше рас належало 3,4 %. Частка іспаномовних становила 18,1 % від усіх жителів.
За віковим діапазоном населення розподілялося таким чином: 25,7 % — особи молодші 18 років, 53,9 % — особи у віці 18—64 років, 20,4 % — особи у віці 65 років та старші. Медіана віку мешканця становила 42,7 року. На 100 осіб жіночої статі у місті припадало 88,2 чоловіків;  на 100 жінок у віці від 18 років та старших — 89,3 чоловіків також старших 18 років.
Середній дохід на одне домашнє господарство  становив 40 468 доларів США (медіана — 30 893), а середній дохід на одну сім'ю — 44 074 долари (медіана — 35 313). За межею бідності перебувало 31,3 % осіб, у тому числі 50,0 % дітей у віці до 18 років та 27,4 % осіб у віці 65 років та старших.
Цивільне працевлаштоване населення становило 155 осіб. Основні галузі зайнятості: сільське господарство, лісництво, риболовля — 18,7 %, транспорт — 14,8 %, виробництво — 14,2 %.